# ياكوف سفيردلوف
ياكوف ميخائيلوفيتش سفيردلوف (3 يوليو 1885 - 16 مارس 1919) بالروسية (Я́ков Свердло́в) هو بلشفي قديم، كان مديرًا للجنة التنفيذية للحزب الشيوعي الروسي.

## النشأة
ولد سفيردلوف في نيجني نوفغورود لأبويين يهوديين هما ميخائيل ليزراليفتش سفيردلوف وايليزافيتا سولومونوفا، كان والده يعمل نحات وناشط سياسي ذهب به المطاف إلى التزوير من أجل إعالة عائلتة، رزقت عائلة سفيردلوف ستة أطفال : بنتان (سارة وصوفيا)
وأربع أبناء (زينوفي، ياكوف, فينيامين، وليف) بعد وفاة والده ياكوف سفيردلوف قام والده بتحويل العائلة إلى الكنيسة الأرثوذكسية الروسية وتزوج والده من ماريا الكسندروفنا وأنجب منها ولدان (الكسندر وهيرمان), بعد وفاة والده تم اعتمادة مع أخية إلى مكسيم غوركي الذي كان ضيف معروف للعائلة، انضم سفيردلوف إلى الحزب الديمقراطي الإشتراكي الروسي عام 1902 ثم إنضم إلى الفصيل البلشفي ودعم فلاديمير لينين وشارك في الثورة الروسية الأولى عام 1905 وبعد أربع سنوات من الدراسة الثانوية أصبح ناشطاً ثورياً بارزاً وتم القبض علية في يوليو عام 1906 لأكثر من مرة حتى عام 1917 كان إما في السجن أو في المنفى في فترة 1914 - 1916 وكان في المنفى الداخلي في سيبيريا جنباً إلى جنب مع جوزيف ستالين.

## زعيمًا حزبيًا
عاد سفيردلوف من المنفى إلى مدينة بتروغراد بصفته رئيسًا لوفد الأورال بعد ثورة فبراير 1917، واستطاع إقحام نفسه في الدائرة المقربة للينين. التقى لينين لأول مرة في شهر أبريل من عام 1917، وانتُخب كأحد الأعضاء الخمسة في أمانة اللجنة المركزية في شهر أغسطس من عام 1917. أطاح بعدها بإيلينا ستاسوفا كشخصية قيادية في الهيئة. وانتُخب رئيسًا للأمانة العامة في شهر مارس من عام 1918. بحسب ما ذكره بودفويسكي، وهو رئيس اللجنة الثورية العسكرية: «فقد كان سفيردلوف الشخص الذي ساعد لينين أكثر من أي شخص آخر في الأمور العملية المتمثلة في ترجمة القناعات إلى أصوات».
لعب ياكوف دورًا هامًا في التخطيط لثورة أكتوبر بصفته رئيسًا للجنة المركزية، وساهم في اتخاذ القرار المتمثل بتنظيم انتفاضة مسلحة. وفي شهر نوفمبر، دعا سفيردلوف إلى إجراء انتخابات فورية، عندما كان البلاشفة في صدد التباحث حيال ما إذا كان ينبغي عليهم تأجيل الانتخابات أم عقدها مثلما كان مقررًا. بادر سفيردلوف، ولينين، وبوخارين، إلى حل الجمعية عندما أظهرت النتائج فوز الاشتراكيين الثوريين، وهو ما أدى إلى اندلاع حرب أهلية.

ينظر أحيانًا إلى سفيردلوف بوصفه أول رئيس دولة للاتحاد السوفيتي، وذلك على الرغم من أن الاتحاد لم يتأسس بصورة رسمية إلا في عام 1922، أي بعد مضي ثلاث سنوات على وفاته. كان لسفيردلوف ذاكرة استثنائية، وكان يستطيع حفظ أسماء وتفاصيل زملائه الثوريين المقيمين في المنفى. أقدم سفيردلوف على ترقية صديقه وشريكه في السكن، فارلام أفانيسوف، إلى منصب نائب قائد في اللجنة التنفيذية المركزية، ليغدو مسؤولًا كبيرًا في الشرطة السرية في ما بعد. كذلك عين فلاديمير فولودارسكي مفوضًا للطباعة والدعاية والتحريض إلى حين اغتياله في عام 1918. هذا وقد كانت قدرته التنظيمية محل تقدير كبير، إذ شهدت فترة رئاسته استحداث آلاف اللجان الحزبية المحلية. يستذكر أحد رفاقه أنه:
«كان بوسعه إخبارك بكل ما تحتاج إلى معرفته عن أي رفيق: مكان عمله، وأيّ نوع من الأشخاص يكون، ومواهبه، والعمل الذي يناسبه بما يخدم القضية ويحقق مصلحته. علاوةً على ذلك، كان لدى سفيردلوف انطباع دقيق للغاية عن جميع رفاقه: فقد كانت صورهم محفورة في ذاكرته حتى كان بمقدوره إخبارك عن نوع الأشخاص الذين رافقوا كلًا منهم. قد يبدو الأمر صعب التصديق، ولكنه حقيقي».
انتُخب سفيردلوف رئيسًا للجنة التنفيذية المركزية لعموم روسيا في شهر نوفمبر من عام 1917، والتي كانت زوجته عضوًا فيها، وهو ما جعله، وبحكم الأمر الواقع، رئيسًا لدولة الجمهورية الروسية الاشتراكية السوفيتية إلى وفاته. لعب أدوارًا مهمة في قرار يناير 1918 القاضي بحل الجمعية التأسيسية الروسية، وتوقيع معاهدة بريست ليتوفسك بتاريخ 3 مارس من نفس العام. فر سفيردلوف مع أبرز البلاشفة من مدينة بتروغراد في شهر مارس من عام 1918، ونقلوا مقر الحكومة إلى موسكو، حيث انتقل آل سفيردلوف إلى غرفة داخل الكرملين.
في شهر مارس من عام 1918، ناقش سفيردلوف مع اللجنة التنفيذية المركزية كيفية التخلص من «الأورام التي ورثتها الاشتراكية من الرأسمالية»، ودعا ياكوف إلى بذل جهود مركزة لتحريض أفقر الفلاحين في القرى ضد أخوتهم من طبقة الكولاك. شن الحزب، بالتعاون مع بوخارين، حملةً من «العنف المركز» ضد العديد من أعضاء الطبقات المالكة للأراضي، والرأسماليين، والتجار في المجتمع الروسي.

### عائلة رومانوف

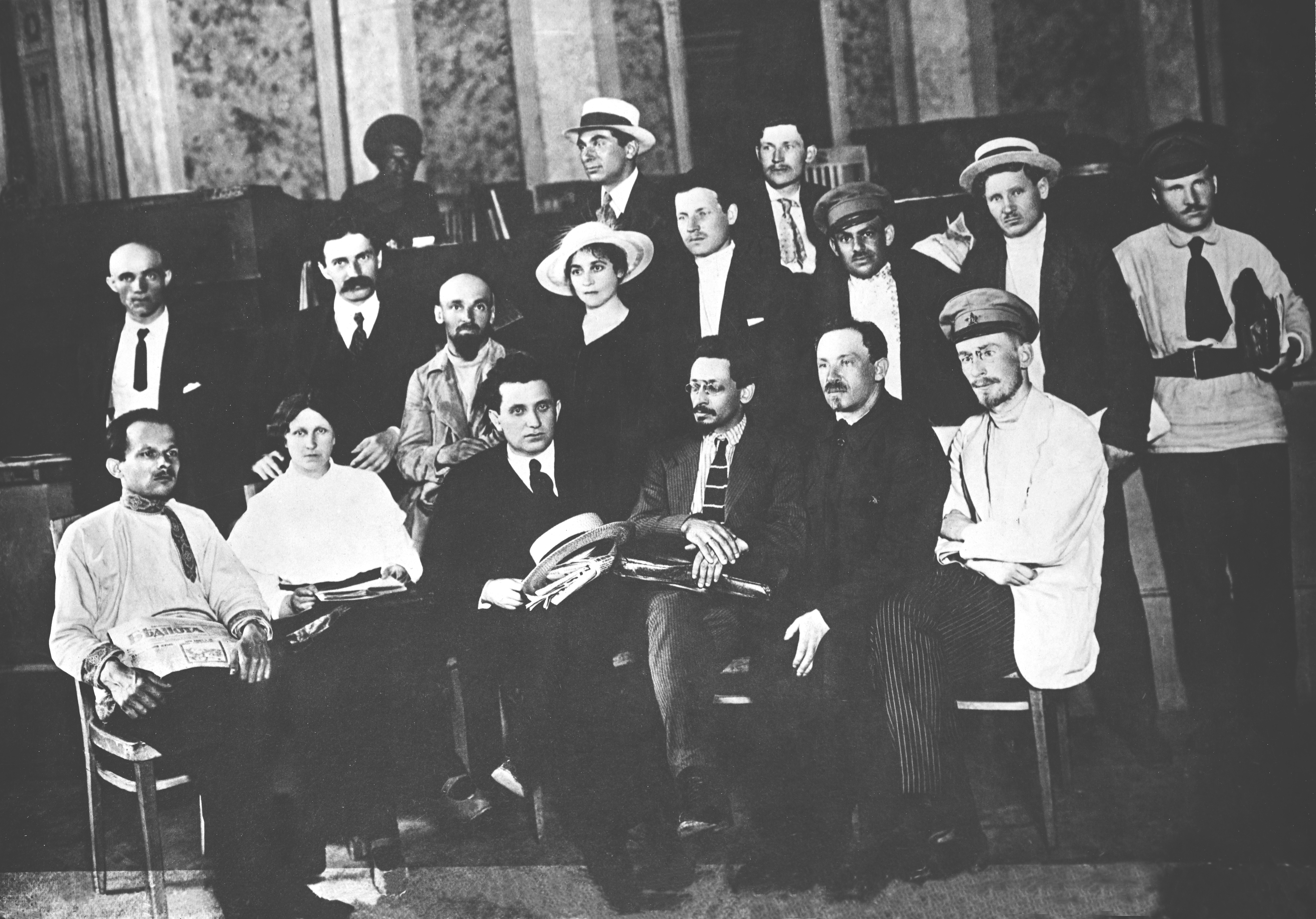
ياكوف سفيردلوف وغريغوري زينوفايف في المؤتمر الخامس لجميع الروس السوفيتيين

تزعم مصادر عدة لعب كل من سفيردلوف، ولينين، وغولوشتشوكين، دورًا رئيسيًا في إعدام القيصر نيقولا الثاني وعائلته بتاريخ 17 يوليو عام 1918.
يدعي كتاب من تأليف الكاتب المسرحي، المنحدر من الموسكو، إدفارد رادزينسكي في عام 1990 أن سفيردلوف أصدر أمرًا بإعدامهم في يوم 16 يوليو عام 1918. وقد وصف الصحفيون والمؤرخون الأكاديميون هذا الكتاب وغيره من كتب رادزينسكي بـ«التاريخ الشعبي». ومع ذلك، عبر يوري سليزكين في كتابه القرن اليهودي عن رأي مختلف بعض الشيء: «أصدر لينين أمرًا بقتل نيقولا الثاني وعائلته في وقت مبكر من الحرب الأهلية خلال شهر يونيو من عام 1918. وكان كل من سفيردلوف، وفيليب غولوشتشوكين، وياكوف يوروفسكي من ضمن الأشخاص المكلفين بتنفيذ هذه الأوامر».
نشر الجنرال في الجيش الأبيض، ميخائيل ديتريكس، كتابًا تحت عنوان «مقتل عائلة القيصر وأفراد من آل رومانوف في جبال الأورال» في عام 1922، سعى فيه إلى تصوير مقتل العائلة المالكة كمؤامرة يهودية ضد روسيا. وقد أشار الكتاب إلى سفيردلوف بلقبه اليهودي «يانكل»، وإلى غولوشتشوكين بلقب «إسحاق». وقد استند هذا الكتاب بدوره على الرواية التي أدلى بها المحقق الخاص في محكمة أومسك الإقليمية نيقولاي سوكولوف، والذي كلفه ديتريكس بمهمة التحقيق في اختفاء آل رومانوف أثناء عمله كحاكم إقليمي في ظل نظام حكم الأبيض إبان الحرب الأهلية الروسية. اطلع مأمور التحقيق في مدينة يكاترينبورغ على التعليمات البرقية الموقعة الصادرة عن سفيردلوف، والقاضية بإعدام العائلة الإمبراطورية في عام 1918. وقد نشرت هذه التفاصيل في عام 1966.

دار الحوار الآتي ما بين ليون تروتسكي وسفيردلوف بحسب ما جاء في مذكراته، وذلك عقب عودة تروتسكي من الجبهة (خلال الحرب الأهلية الروسية):
جاءت زيارتي التالية إلى موسكو عقب السقوط [المؤقت] ليكاترينبورغ [بيد القوات المعادية للشيوعية]. كنت خلال حديثي مع سفيردلوف قد سألته بصورة عابرة: «آه نعم، أين القيصر؟»
أجاب قائلًا: «لقد انتهى أمره»، وتابع: «لقد رمي بالرصاص.»
«وأين العائلة؟»
«هو وعائلته».
سألت: «جميعهم؟»، وبدا عليّ دهشة طفيفة.
أجاب سفيردلوف قائلًا: «جميعهم». وأردف: «ماذا بشأن ذلك؟» وكان ينتظر ليرى ردة فعلي، فلم أجب.
سألت: «ومن اتخذ القرار؟»
«لقد اتخذنا القرار هنا. كان إليش يعتقد أنه لا ينبغي أن نترك للبيض راية حية يلتفون حولها، ولا سيما في ظل الظروف الصعبة الراهنة».

لم أطرح أي أسئلة أخرى، واعتبرت المسألة منتهية.

## الشخصية
كان سفيردلوف ثالث أقوى شخصية في النظام السوفيتي بعد لينين وتروتسكي خلال الستة عشر شهرًا الأولى التي أعقبت الثورة البلشفية. كتب المفوض الشعبي للتعليم، أناتولي لوناشارسكي، أن الزعيم الفعلي للحزب البلشفي خلال اضطرابات يوليو عام 1917 كان سفيردلوف (وليس ستالين)، وذلك في الوقت الذي كان فيه لينين متخفيًا، وكان تروتسكي وآخرون رهن الاعتقال. يذكر لوناشارسكي كيف: «احتوت ذاكرته على ما يشبه قاموس السير الذاتية للشيوعية. إذ كان بوسع سفيردلوف الحكم على الأشخاص بدقة وبراعة متناهيتين في كل جانب من جوانب الشخصية التي تؤثر على كفاءتهم كثوريين». يذكر تروتسكي أن لينين افترض أن قيادة الحزب الشيوعي ستؤول إلى سفيردلوف ونيقولاي بوخارين في حال مقتلهما. ورغم عدم وجود المنصب في ذاك الوقت، فقد كان سفيردلوف الأمين العام الفعلي للحزب الشيوعي، وهو المنصب الذي تولاه ستالين بعد ثلاث سنوات من وفاة سفيردلوف.

## طالع ايضاً
- فلاديمير لينين
- جوزيف ستالين
- ثورة أكتوبر

## روابط خارجية
- ياكوف سفيردلوف على موقع الموسوعة البريطانية (الإنجليزية)